# Teorema

Esta imagen muestra la relación entre las cadenas de caracteres,. En algunos sistemas formales, sin embargo, el conjunto de los teoremas coincide con el de las fórmulas bien formadas.

Un teorema es  una proposición cuya verdad se demuestra. En matemáticas, es toda proposición que, partiendo de un supuesto (hipótesis), afirma una racionabilidad (tesis) no evidente por sí misma.
También puede decirse que un teorema es una fórmula bien formada que puede ser demostrada dentro de un sistema formal, partiendo de axiomas, noción  y otros teoremas. Demostrar teoremas es un asunto central en la lógica matemática. Los teoremas también pueden ser expresados en lenguaje natural formalizado.
Los teoremas generalmente poseen un número de premisas que deben ser enumeradas o aclaradas de antemano. La conclusión del teorema es una afirmación lógica o matemática que es verdadera bajo las condiciones dadas. El contenido informativo del teorema es la relación que existe entre las hipótesis y la tesis o la conclusión.
Se llama corolario a una afirmación lógica que es consecuencia inmediata de un teorema, pudiendo ser demostrada usando las propiedades del teorema de referencia.

## Teorema
Un teorema requiere de un marco lógico; este marco consistirá en un conjunto de axiomas (sistema axiomático) y un proceso de inferencia, el cual permite derivar teoremas a partir de los axiomas y teoremas que han sido derivados pero no son axiomas.
En lógica proposicional y de primer orden, cualquier afirmación demostrada se denomina teorema. Más concretamente en lógica se llama demostración a una secuencia finita de fórmulas bien formadas (fórmulas lógicas bien formadas) F1, ...,Fn, tales que cada Fi es o bien un axioma o bien un teorema que se sigue de dos fórmulas anteriores Fj y Fk (tales que j<i y k<i) mediante una regla de deducción. Dada una demostración como la anterior si el elemento final Fn no es un axioma entonces es un teorema.
Resumiendo lo anterior puede decirse formalmente, un teorema es una fórmula bien formada, que no es un axioma, y que puede ser el elemento final de alguna demostración, es decir, un teorema es una fórmula bien formada para la cual existe una demostración, lo tal que lleva que un teorema no exista
.

## Teorema y verdad
Hasta finales del siglo XIX y la crisis fundacional de las matemáticas, todas las teorías matemáticas se construyeron a partir de unas pocas propiedades básicas que se consideraban evidentes; por ejemplo, los hechos de que todo número natural tiene un sucesor, y que hay exactamente una línea que pasa por dos puntos distintos dados. Estas propiedades básicas que se consideraban absolutamente evidentes se denominaban postulados o axiomas; por ejemplo los postulados de Euclides. Todos los teoremas se demostraban usando implícita o explícitamente estas propiedades básicas y, debido a la evidencia de estas propiedades básicas, un teorema probado se consideraba como una verdad definitiva, a menos que hubiera un error en la prueba. Por ejemplo, la suma de los ángulos interiores de un triángulo es igual a 180°, y esto se consideraba como un hecho indudable.
Un aspecto de la crisis fundacional de las matemáticas fue el descubrimiento de geometrías no euclidianas que no conducen a ninguna contradicción, aunque, en tales geometrías, la suma de los ángulos de un triángulo es diferente de 180°. Entonces, la propiedad "la suma de los ángulos de un triángulo es igual 180°" es verdadero o falso, dependiendo de si se asume o se niega el quinto postulado de Euclides. De manera similar, el uso de propiedades básicas "evidentes" de conjuntos conduce a la contradicción de la paradoja de Russel. Esto se ha resuelto elaborando las reglas que se permiten para manipular conjuntos.
Esta crisis se ha resuelto revisando los fundamentos de las matemáticas para hacerlos más rigurosos. En estos nuevos fundamentos, un teorema es una fórmula bien formada de una teoría matemática que puede probarse a partir de los axiomas y las reglas de inferencia de la teoría. Entonces, el teorema anterior sobre la suma de los ángulos de un triángulo se convierte en: Bajo los axiomas y reglas de inferencia de la geometría euclidiana, la suma de los ángulos interiores de un triángulo es igual a 180°. De manera similar, la paradoja de Russel desaparece porque, en una teoría de conjuntos axiomatizada, el "conjunto de todos los conjuntos" no puede expresarse con una fórmula bien formada. Más precisamente, si el conjunto de todos los conjuntos se puede expresar con una fórmula bien formada, esto implica que la teoría es inconsistente, y toda afirmación bien formada, así como su negación, es un teorema.
En este contexto, la validez de un teorema depende únicamente de la corrección de su prueba. Es independiente de la verdad, o incluso del significado de los axiomas. Esto no significa que el significado de los axiomas no sea interesante, sino que la validez de un teorema es independiente del significado de los axiomas. Esta independencia puede ser útil al permitir el uso de resultados de algún área de las matemáticas en áreas aparentemente no relacionadas.
Una consecuencia importante de esta forma de pensar sobre las matemáticas es que permite definir teorías y teoremas matemáticos como objetos matemáticos, y probar teoremas sobre ellos. Los ejemplos son los teoremas de incompletitud de Gödel. En particular, hay afirmaciones bien formadas que pueden demostrarse que no son un teorema de la teoría ambiental, aunque pueden demostrarse en una teoría más amplia. Un ejemplo es el teorema de Goodstein, que se puede establecer en la aritmética de Peano, pero se demuestra que no es demostrable en la aritmética de Peano. Sin embargo, es demostrable en algunas teorías más generales, como la teoría de conjuntos de Zermelo-Fraenkel.

## Consideraciones epistemológicas
Muchos teoremas matemáticos son enunciados condicionales, cuyas pruebas deducen conclusiones de condiciones conocidas como hipótesis o premisas. A la luz de la interpretación de la prueba como justificación de la verdad, la conclusión se ve a menudo como una consecuencia necesaria de las hipótesis. Es decir, que la conclusión es verdadera en caso de que las hipótesis sean verdaderas, sin más suposiciones. Sin embargo, el condicional también podría interpretarse de manera diferente en ciertos sistemas deductivos, dependiendo de los significados asignados a las reglas de derivación y al símbolo condicional (por ejemplo, lógica no clásica).
Aunque los teoremas se pueden escribir en una forma completamente simbólica (por ejemplo, como proposiciones en cálculo proposicional), a menudo se expresan de manera informal en un lenguaje natural como el inglés para una mejor legibilidad. Lo mismo ocurre con las demostraciones, que a menudo se expresan como argumentos informales lógicamente organizados y claramente redactados, con la intención de convencer a los lectores de la verdad del enunciado del teorema más allá de toda duda, y a partir de los cuales se puede, en principio, construir una demostración simbólica formal.
Además de la mejor legibilidad, los argumentos informales suelen ser más fáciles de verificar que los puramente simbólicos; de hecho, muchos matemáticos expresarían su preferencia por una prueba que no solo demuestre la validez de un teorema, sino que también explique de alguna manera "por qué" es obviamente cierto. En algunos casos, uno podría incluso corroborar un teorema usando una imagen como prueba.
Debido a que los teoremas se encuentran en el núcleo de las matemáticas, también son fundamentales para su estética. Los teoremas a menudo se describen como "triviales", "difíciles", "profundos" o incluso "hermosos". Estos juicios subjetivos varían no solo de persona a persona, sino también con el tiempo y la cultura: por ejemplo, a medida que se obtiene una demostración, se simplifica o se comprende mejor, un teorema que alguna vez fue difícil puede volverse trivial. Por otro lado, un teorema profundo puede formularse de manera simple, pero su demostración puede involucrar conexiones sorprendentes y sutiles entre áreas dispares de las matemáticas. El último teorema de Fermat es un ejemplo particularmente conocido de tal teorema.

## Cuenta informal de teoremas
Lógicamente, muchos teoremas tienen la forma de un indicativo condicional: Si A, entonces B. Tal teorema no afirma "B", sólo que "B" es una consecuencia necesaria de "A". En este caso, A se llama la hipótesis del teorema ("hipótesis" aquí significa algo muy diferente de una conjetura), y B la conclusión del teorema. Los dos juntos (sin la demostración) se denominan la proposición o el enunciado del teorema (por ejemplo, "Si A, entonces B" es la proposición). Alternativamente, A y B también pueden denominarse antecedente y consecuente, respectivamente. El teorema "Si n es un número natural par, entonces n/2 es un número natural" es un ejemplo típico en el que la hipótesis es "n es un número natural par", y la conclusión es "n/2 es también un número natural".
Para que un teorema sea probado, debe ser en principio expresable como un enunciado formal y preciso. Sin embargo, los teoremas generalmente se expresan en lenguaje natural en lugar de una forma completamente simbólica, con la presunción de que una declaración formal puede derivarse de una informal.
Es común en matemáticas elegir un número de hipótesis dentro de un lenguaje dado y declarar que la teoría consta de todos los enunciados demostrables a partir de estas hipótesis. Estas hipótesis forman la base fundamental de la teoría y se llaman axiomas o postulados. El campo de las matemáticas conocido como teoría de la prueba estudia los lenguajes formales, los axiomas y la estructura de las pruebas.

Un mapa planar con cinco colores tal que no se encuentran dos regiones con el mismo color. De hecho, se puede colorear de esta manera con solo cuatro colores. El teorema de los cuatro colores establece que tales colores son posibles para cualquier mapa plano, pero cada prueba conocida implica una búsqueda computacional que es demasiado larga para verificarla a mano.

Algunos teoremas son "triviales", en el sentido de que se derivan de definiciones, axiomas y otros teoremas de manera obvia y no contienen ideas sorprendentes. Algunos, por otro lado, pueden llamarse "profundos", porque sus demostraciones pueden ser largas y difíciles, involucrar áreas de las matemáticas superficialmente distintas del enunciado del teorema en sí, o mostrar conexiones sorprendentes entre áreas dispares de las matemáticas. Un teorema puede ser simple de enunciar y, sin embargo, ser profundo. Un excelente ejemplo es el Último Teorema de Fermat, y hay muchos otros ejemplos de teoremas simples pero profundos en teoría de números y combinatoria, entre otras áreas.
Otros teoremas tienen una prueba conocida que no se puede escribir fácilmente. Los ejemplos más destacados son el teorema de los cuatro colores y la conjetura de Kepler. Solo se sabe que ambos teoremas son verdaderos al reducirlos a una búsqueda computacional que luego es verificada por un programa de ordenador. Inicialmente, muchos matemáticos no aceptaron esta forma de prueba, pero se ha vuelto más aceptada. El matemático Doron Zeilberger incluso ha ido tan lejos como para afirmar que estos son posiblemente los únicos resultados no triviales que los matemáticos han probado alguna vez. Muchos teoremas matemáticos se pueden reducir a cálculos más sencillos, incluidas identidades polinómicas, identidades trigonométricas e identidades hipergeométricas.

## Teoremas intervinculados
Siendo p y q dos proposiciones se obtienen los siguientes teoremas, intercambiando la hipótesis con la conclusión y luego considerando las negaciones de las proposiciones originales.
Teorema directo: {\displaystyle p\Rightarrow q}
Teorema  recíproco: {\displaystyle q\Rightarrow p}
Teorema inverso:{\displaystyle -p\Rightarrow -q}
Teorema contrarrecíproco: {\displaystyle -q\Rightarrow -p}

## Terminología en Matemáticas
En matemática un teorema
```
debe ser interesante o importante dentro de la comunidad matemática para ser considerada un teorema. Las afirmaciones menos importantes se denominan:
```

- Lema: una afirmación que forma parte de un teorema más amplio. Algunas veces, los lemas adquieren tanta importancia que se vuelven teoremas, como el lema de Gauss y el lema de Zorn, por ejemplo. Estos, por sí mismos, son teoremas, aunque, por razones históricas, la palabra lema permanece en su nombre.
- Corolario: una afirmación que sigue inmediatamente a un teorema. Una proposición A es un corolario de una proposición o teorema B si A puede ser deducida sencillamente de B.
- Proposición: una afirmación o resultado no asociado a ningún teorema en particular. Muchos expertos usan proposición como sinónimo de teorema.[11]

- Conjetura o hipótesis, un enunciado  matemático que se supone verdadero, aún no demostrado. Como ejemplos, de larga data: la conjetura de Goldbach o la hipótesis de Riemann.

## Teoremas dentro de otras ciencias
Con frecuencia en física o economía algunas afirmaciones importantes que pueden ser deducidas o justificadas a partir de otras afirmaciones o hipótesis básicas se llaman comúnmente teoremas. Sin embargo, frecuentemente las áreas de conocimiento donde aparecen esas afirmaciones con frecuencia no han sido formalizadas adecuadamente en forma de sistema lógico por lo que estrictamente debería usarse con cautela el término teorema para referirse a esas afirmaciones demostrables o deducibles de supuestos «más básicos».

## Diseño
Un teorema y su prueba normalmente se presentan de la siguiente manera:
Teorema (nombre de la persona que lo probó, junto con el año del descubrimiento o publicación de la prueba)
Enunciado del teorema (a veces llamado proposición)
Prueba
Descripción de la prueba
Fin
El final de la prueba se puede señalar con las letras Q.E.D. (quod erat demonstrandum) o con una de las marcas tombstone, como "□" o "∎", que significa "fin de la prueba", introducido por Paul Halmos tras su uso en revistas para marcar el final de un artículo.
El estilo exacto depende del autor o publicación. Muchas publicaciones proporcionan instrucciones o macros para componer en el estilo interno.
Es común que un teorema esté precedido por definición que describa el significado exacto de los términos utilizados en el teorema. También es común que un teorema esté precedido por una serie de proposiciones o lemas que luego se usan en la demostración. Sin embargo, los lemas a veces están incrustados en la demostración de un teorema, ya sea con demostraciones anidadas o con sus demostraciones presentadas después de la demostración del teorema.
Los corolarios de un teorema se presentan entre el teorema y la prueba, o directamente después de la prueba. A veces, los corolarios tienen pruebas propias que explican por qué se derivan del teorema.

## Saber
Se ha estimado que cada año se prueban más de un cuarto de millón de teoremas.
El conocido aforismo, "Un matemático es un dispositivo para convertir el café en teoremas", probablemente se deba a Alfréd Rényi, aunque a menudo se atribuye al colega de Rényi Paul Erdős (y Rényi puede haber estado pensando en Erdős), que era famoso por los muchos teoremas que produjo, el número de sus colaboraciones y su consumo de café.
Algunos consideran que la clasificación de grupos simples finitos es la prueba más larga de un teorema. Comprende decenas de miles de páginas en 500 artículos de revistas de unos 100 autores. Se cree que estos documentos en conjunto brindan una prueba completa, y varios proyectos en curso esperan acortar y simplificar esta prueba. Otro teorema de este tipo es el teorema de los cuatro colores cuya prueba generado por ordenador es demasiado larga para que la lea un ser humano. Es una de las demostraciones más largas conocidas de un teorema cuyo enunciado puede ser entendido fácilmente por un profano.

## Teoremas célebres
Algunos de los teoremas más conocidos son:
- Teorema de Pappus-Guldin
- Teorema de Pitágoras
- Teorema de Bayes
- Teorema del binomio
- Teorema de muestreo de Nyquist-Shannon
- Teorema de incompletitud de Gödel
- Teorema del límite central
- Teorema de los números primos
- Teorema de la divergencia
- Teorema de Bell
- Teorema de Stokes
- Teorema de Tales
- Teorema de los ceros de Hilbert
- Teorema de Frobenius
- Teorema de Fermat-Wiles
- Teorema de Morley
- Teorema de Shannon
- Teorema de la Bisectriz
- Teorema del Valor Medio
- Teorema de Taylor
- Teorema de Rolle
- Teorema de Cauchy
- Teorema de Erdös-Ko-Rado